# Wapen van de Informatiemanoeuvre

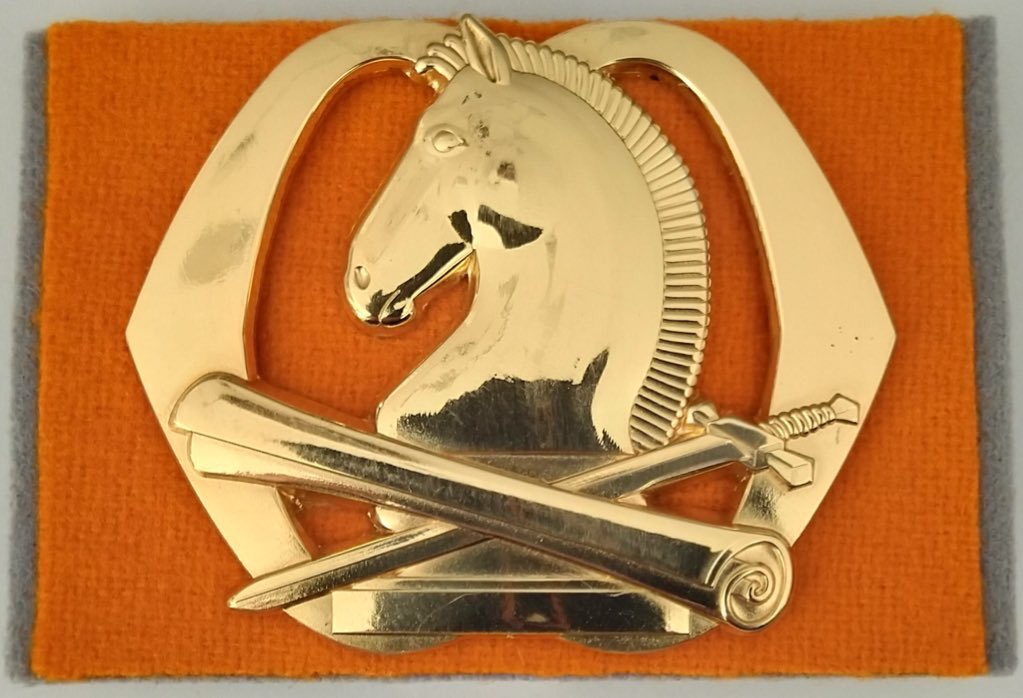
Korps Communicatie en Engagement

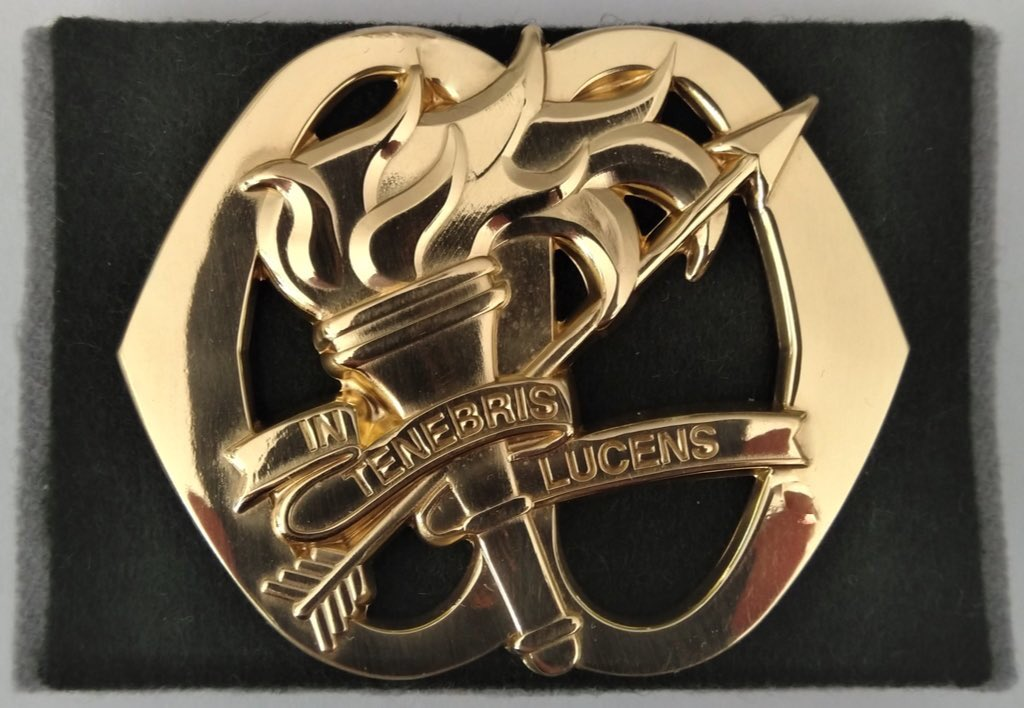
Korps Inlichtingen en Veiligheid

Het Wapen van de Informatiemanoeuvre is een wapen van de Koninklijke Landmacht.
Onder het wapen vallen twee korpsen: het Korps Communicatie en Engagement 'Prinses Ariane', en het Korps Inlichtingen en Veiligheid 'Prinses Alexia'. Militairen werkzaam bij het wapen van de informatiemanoeuvre zijn gespecialiseerd in operaties in het informatiedomein.

## Taken
De Koninklijke Landmacht levert traditioneel slagkracht in de fysieke dimensie. Hiervoor bestaan het wapen van de infanterie, cavalerie, artillerie, genie, en verbindingsdienst. Het wapen van de informatiemanoeuvre richt zich op slagkracht in de cognitieve en virtuele dimensie. Het wapen van de informatiemanoeuvre draagt bij aan informatiegestuurd optreden (IGO), en heeft als doel het verbeteren van de militaire informatiepositie waardoor besluiten over inzet beter kunnen worden gemaakt.

## Manoeuvre-element
Bij de Koninklijke Landmacht worden de gevechts- of manoeuvre-eenheden en de gevechtssteuneenheden wapen genoemd. De overige, gevechtsondersteunende eenheden worden dienstvak genoemd. Krijgswetenschappelijke consensus over de verhoudingen tussen fysieke, virtuele en cognitieve dimensies definiëren informatiegestuurd optreden (IGO) als manoeuvre-oorlogsvoering. Wegens de direct ondersteunde taak aan het gevecht is er dus sprake van het “Wapen van de Informatiemanoeuvre”.

## Geschiedenis

### Oprichting
Het wapen van de informatiemanoeuvre is samen met het Korps Communicatie en Engagement en het Korps Inlichtingen en Veiligheid bij koninklijk besluit opgericht op 20 november 2020. Het was voor het eerst sinds de oprichting van het Wapen van de Verbindingsdienst op 1 mei 1949 dat een nieuw wapen werd opgericht bij de Koninklijke Landmacht.

### Tradities en gebruiken
Het wapen van de informatiemanoeuvre heeft een wapenoudste, Brigadegeneraal Joland Dubbeldam. Daarnaast hebben het Korps Communicatie en Engagement en Korps Inlichtingen en Veiligheid een korpscommandant en korpsadjudant. Deze rollen zijn nevenfuncties en zijn voornamelijk ceremonieel.